# Aspidiophorus ornatus
Aspidiophorus ornatus är en djurart som tillhör fylumet bukhårsdjur, och som beskrevs av Mock 1979. Aspidiophorus ornatus ingår i släktet Aspidiophorus och familjen Chaetonotidae. Inga underarter finns listade i Catalogue of Life.